# Hugo Ancajima
Hugo Axell Ancajima Effio (Chimbote, Áncash, 10 de febrero de 1998) es un futbolista peruano. Juega de lateral derecho y su equipo actual es el Universitario de Deportes de la Primera División del Perú.

## Trayectoria
Futbolista chimbotano, quien sus primeros pasos en el fútbol lo dio en el C. D. Universidad San Martin, club en el que estuvo del 2013 al 2015. En el 2015 pasaría a las filas de Sporting Cristal, jugando la Copa Federación, Copa de Oro y Copa mitad del mundo. En el 2016 debutaría en la reserva de Sporting Cristal como extremo derecho, fue parte del plantel campeón 2016. Al siguiente año fue titular en el plantel de reservas por todo el 2017, saliendo subcampeón del torneo.

### Cienciano
Después de no tener oportunidades de ser promovido al plantel principal, en agosto del 2018 fue transferido al Cienciano por 1 temporada y media. Realiza su debut profesional frente a Unión Huaral, aquel semestre tuvo mucha continuidad. jugando 14 partidos. En el 2019 fue campeón de la Liga 2 2019 (Perú), sin embargo, no tuvo la continuidad deseada, dado que Sebastián Lojas fue titular en casi todo el campeonato.
Tuvo un paso fugaz por Pirata F. C. donde no llegó a debutar.
El 2021 fichó por Cultural Santa Rosa, donde empezó a jugar de lateral derecho por orden del técnico Gustavo Cisneros y se convirtió en pieza importante en el equipo que llegó a instancias finales del torneo de la Liga 2, sin llegar a ascender.
En el 2022 fichó por el ADT de Tarma para afrontar la Liga 1 2022, fue titular indiscutible de lateral derecho y tuvo partidos destacados.

### Universitario de Deportes
Luego de quedar como jugador libre el 18 de noviembre del 2022 es oficializado como nuevo refuerzo de Universitario de Deportes, firmando por 2 temporadas. Fue pedido exclusivo del director deportivo Manuel Barreto quien lo conoce desde las divisiones menores de Sporting Cristal. Su debut oficial con el plantel merengue fue por la fecha 3 del Torneo Apertura frente a la Academia Cantolao, el encuentro terminaría 4 a 0 a favor de los merengues, siendo Ancajima uno de los futbolistas más destacados del partido. Tras la llegada del técnico uruguayo Jorge Fossati, Ancajima pasó a jugar de carrilero derecho, siendo el habitual suplente de Andy Polo. Aquella temporada, salió campeón nacional al vencer en la final a Alianza Lima, obteniendo su segundo título nacional. El 2024 jugó 10 partidos, sería bicampeón con el plantel crema en el año de su centenario.

## Clubes
| Club                      | País | Año         | Part. | Goles |
| ------------------------- | ---- | ----------- | ----- | ----- |
| Cienciano                 | Perú | 2018 - 2020 | 19    | 2     |
| Pirata F. C.              | Perú | 2020        | 0     | 0     |
| C. D. Los Chankas         | Perú | 2021        | 22    | 0     |
| ADT de Tarma              | Perú | 2022        | 29    | 0     |
| Universitario de Deportes | Perú | 2023 - 2024 | 33    | 1     |

## Palmarés

### Torneos Cortos
| Título          | Club                      | País | Año  |
| --------------- | ------------------------- | ---- | ---- |
| Torneo Clausura | Universitario de Deportes | Perú | 2023 |
| Torneo Apertura | Universitario de Deportes | Perú | 2024 |
| Torneo Clausura | Universitario de Deportes | Perú | 2024 |

### Títulos nacionales
| Título                    | Club                      | País | Año  |
| ------------------------- | ------------------------- | ---- | ---- |
| Segunda División del Perú | Cienciano                 | Perú | 2019 |
| Primera división del Perú | Universitario de Deportes | Perú | 2023 |
| Primera división del Perú | Universitario de Deportes | Perú | 2024 |